# Vladímir Melanin
Vladímir Melanin   (Sovetsky District, 1 de desembre de 1933 - Kírov, 10 d'agost de 1994) fou un biatleta rus que va competir sota bandera de la Unió Soviètica durant les dècades de 1950 i 1960.
El 1960 va prendre part en els Jocs Olímpics d'Hivern de Squaw Valley, on fou quart en la cursa dels 20 quilòmetres del programa de biatló. Quatre anys més tard, als Jocs d'Innsbruck, guanyà la medalla d'or la mateixa cursa dels 20 quilòmetres.
En el seu palmarès també destaquen sis medalles d'or i una de plata en els cinc Campionats del món de biatló que disputà. Un cop retirat exercí d'entrenador de biatló.